# Nanaja
Nanaja ( sumerisch dNa-na-a, spätbabylonisch na-na-i-a, auch Nanaia, Nanaya, Nanaa, Nana) war eine sumerische Lokalgöttin, die in spätsumerischer Zeit mit der Göttin Inanna verschmolz. Ihr Name bedeutet: Göttin des weiblichen Eros und Göttliche Mätresse. Sie galt als erstgeborene Tochter des Anu. Als ihre Töchter sind namentlich Kanisura und Gazbaba bekannt.

## Mythos
Als Tochter des Anu war sie zunächst mit den Merkmalen einer Mondgottheit ausgestattet, ohne in der Mythologie als reine Mondgottheit verehrt zu werden. Zusätzlich hatte Nanaja den Status einer Kriegsgöttin inne. In einem Vertrag des Aššur-bani-apli mit Babylon wird sie dagegen "Herrin von Liebe und Frieden" genannt (BM 82-5-22, 130, Obvers Zeile 22-23, Harper ABL 1105, Waterman, Royal Correspondence 1105). In Altbabylonischer Zeit war Nanaja die Göttin des sexuellen Begehrens, sie war die Frau des Nabu, mit dem sie auch die Theogamie vollzog. Ihr Stern war MULBalreša. Gelegentlich wurde die babylonische Nanaia mit Nisaba gleichgesetzt. Die ikonografischen Symbole von Pfeil und Bogen erhielt Nanaja erst in nachbabylonischer Zeit.

## Kult

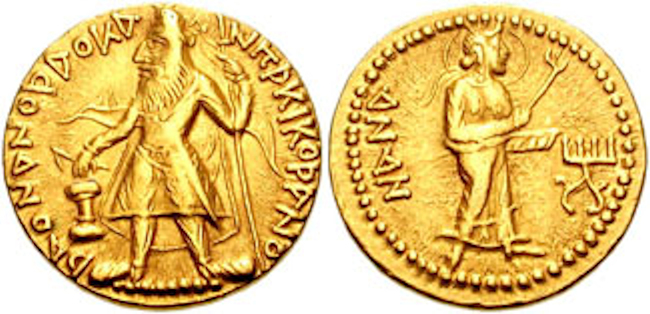
Nana auf einer Münze von Kanischka I.

Ihre Hauptkultorte waren Ur und Uruk, in altbabylonischer Zeit Babylon und Borsippa. Sie besaß einen Schrein im Tempel Esagila. In Assyrien wurde Nanaja als Tašmetu verehrt.
Schon in elamitischer Zeit genoss Nanaja in Susa hohes Ansehen. Ihre dort verwahrte Statue, die einst aus Uruk geraubt wurde, konnte von Nabopolassar zurückgebracht werden. Später wurde Nana in Persien mit Anahita und im Seleukidenreich mit Artemis gleichgesetzt. Im persischen Susa hatte Nanaja als Artemis einen eigenen Tempel, der auch Tempelsklaven besaß, wie Freilassungsurkunden aus hellenistischer Zeit belegen. Höhepunkt ihrer Verehrung war die Zeit vom 2. Jahrhundert v. Chr. bis zum 2. Jahrhundert n. Chr., als sich Verehrung von Ägypten über Armenien bis nach Baktrien und Transoxanien ausdehnte. Im östlichen iranischen Kulturraum war die Nanaja-Verehrung bis ins frühe Mittelalter verbreitet. Wandmalereien im Palast von Bundschikat (beim heutigen Schahriston im Norden Tadschikistans), die Nanaja zeigen, stammen aus dem 7./8. Jahrhundert.